# (9877) 1993 ST3
A (9877) 1993 ST3 a Naprendszer kisbolygóövében található aszteroida. Henry Holt fedezte fel 1993. szeptember 18-án.